# Avalon Emerson
Avalon Emerson est une productrice et DJ américain de musique électronique. Emerson est DJ dans des clubs tels que Berghain à Berlin et a joué dans des festivals tels que Coachella, Sónar, Primavera Sound et Pitchfork Music Festival,,.

## Biographie
Emerson naît à San Francisco et grandit dans un foyer musical en Arizona. Outre Nine Inch Nails et Cocteau Twins, sa mère jouait beaucoup de synthpop à la maison - « Propaganda, Frankie Goes to Hollywood, Depeche Mode ». Son père joue de la guitare, et tous deux, avec sa sœur, s'enregistraient sur Cakewalk, ce qui a éveillé un intérêt précoce pour la production musicale. À 19 ans, Emerson déménage à San Francisco où elle travaille comme développeuse de logiciels et commence à faire de la dance, à être DJ et à organiser des soirées dans des entrepôts dans le quartier SoMa de la ville, avant de s'installer à Berlin en 2014.
En 2016, elle sort The Frontier sur le sous-label de Young Turks, Whities (AD 93 à partir de 2020) , à peu près au même moment où elle commence à être régulièrement DJ au Panorama Bar du Berghain, ainsi que dans des clubs et des festivals à travers l'Europe. Resident Advisor classe The Frontier parmi les 10 meilleurs titres de la décennie Emerson sort également des disques sur le label Ghostly International Spectral Sound et contribue en 2020 à la série DJ-Kicks de !K7, avec son mix comprenant des titres d'Oceanic, de Tranceonic et sa propre reprise de Long Forgotten Fairytale de Magnetic Fields,.
En 2018, Emerson collabore avec des amis pour lancer Buy Music Club, un site web dédié à la construction et au partage de listes de musique sur Bandcamp,,.
Les productions d'Emerson sont connues pour leurs synthétiseurs mélodiques lourds et leurs percussions lourdes, puisant dans un large historique de musique pop et électronique. Emerson est également connue pour ses remixes non officiels de type bootleg appelés « Cybernedits » (anciennement Cybernetic Edit Subscription Service) qu'elle met à disposition sous forme de fichiers zip gratuits jusqu'en 2016. Emerson remixe officiellement Slowdive, Christine and the Queens, Robyn, Four Tet, Austra, Léna Plátonos et bien d'autres encore,,,. En tant que DJ, Emerson est connue pour sa capacité à couvrir de nombreux sons, tempos et genres, et à souvent boucler et rééditer plusieurs couches de chansons pendant ses sets, qui durent plus de 11 heures au Panorama Bar.

## Discographie

### Albums studio
- 2023 : And the Charm (Another Dove)

### Albums de mix
- 2020 : DJ-Kicks: Avalon Emerson (!K7 Records)

### EP
- 2014 : Pressure / Quoi! (Icee Hot Records)
- 2014 : Church of SoMa (Spring Theory Records)
- 2014 : Let Me Love and Steal / Honest Gangster (Spring Theory Records)
- 2015 : shtum 009 Constantly My Cure (shtum)
- 2016 : Whities 006 the Frontier / 2000 Species of Cacti (Whities)
- 2016 : Narcissus in Retrograde (Spectral Sound)
- 2017 : Whities 013 One More Fluorescent Rush / Finally Some Common Ground (Whities)
- 2017 : 040 Rotting Hills / Winter and Water / One Long Day Till I See You Again (AD 93)
- 2022 : Eternal September avec Anunaku sous A+A (AD 93)

### Remixes
- 2015 : HNNY – Solsidan (Avalon Emerson Second System Mix)
- 2017 : Bwana – Three Way Is the Hard Way (Avalon Emerson Remix)
- 2017 : Léna Plátonos – Lego (Avalon Emerson Remix)
- 2017 : Octo Octa – Adrift (Avalon Emerson's Furiously Awake Version)
- 2017 : Slowdive – Sugar for the Pill (Avalon Emerson's Gilded Escalation)
- 2018 : Christine and the Queens – The Walker (Avalon Emerson's Balcony Mix)
- 2019 : Four Tet – Teenage Birdsong (Avalon Emerson Scrub Jay Remix)
- 2020 : Robyn – Honey (Avalon Emerson's Deep Current Reroll)
- 2020 : Austra – Anywayz (Avalon Emerson's 14th Life Version)
- 2021 : King Princess – Pain (Avalon Emerson's Half Dub)